# ミラボー橋
ミラボー橋 (仏 : Pont Mirabeau) は、フランスのパリ、セーヌ川に架かる橋である。フランス大統領サディ・カルノーの命により建造された。橋の名は、フランス革命初期の中心的指導者オノーレ・ミラボーにちなむ。ギヨーム・アポリネールの「ミラボー橋」（「ミラボー橋の下をセーヌは流れる...」）で有名である。
1895年から1897年にかけて造られたミラボー橋は左岸の15区、コンヴァンシオン通りと右岸の16区、レミュザ通りを結んでいる。中央のアーチは径間93m、それを挟むアーチが径間32.4mである。橋脚の上方にジャン＝アントワーヌ・アンジャルベールによる像が4体取り付けられている。

## 交通
- メトロ10号線 ミラボー駅Mirabeau下車

## 隣の橋
（上流）ルエル橋―グルネル橋―ミラボー橋―ガリリアーノ橋―アヴァル橋（下流）

## 事件
- 1970年4月20日、詩人のパウル・ツェランがこの橋からセーヌ川に身投げして自殺した。